# ¿Dónde está Judas?
¿Dónde está Judas? fue el tercer álbum de estudio publicado por la banda española de rock Reincidentes.
Fue lanzado al mercado en 1992 por la discográfica Discos Suicidas. El disco coincide en el tiempo con la celebración de dos grandes momentos en la historia de España en general: el  V Centenario del descubrimiento de América y de Andalucía en particular, la Expo 92 de Sevilla. Temas que, entre otros, son tratados en el álbum desde un punto de vista muy crítico.
A partir de este trabajo, del que se llegaron a superar las 20 000 copias vendidas en España, la banda tuvo su primera experiencia internacional ofreciendo unos 30 conciertos en su gira por México y Cuba.

## Polémicas con la justicia
Tras la publicación del disco, Fernando Madina, líder del grupo, fue detenido como integrante de una campaña para boicotear los actos de conmemoración del V Centenario, al igual que Selu, el saxofonista que fue erróneamente identificado como miembro de un comando de ETA.

## Lista de canciones
1. "La historia se repite"
2. "Secuestro legal"
3. "Sabes por qué"
4. "Rip-Rap"
5. "Sin parar"
6. "Gástese el parné"
7. "Vota nadie"
8. "Absentismo laboral"
9. "El gran engaño"
10. "Frente al cementerio"
11. "Camela 3"